# Brimsholmen
Brimsholmen est une île norvégienne dans le comté de Hordaland. Elle fait partie du territoire de l'ancienne commune de Øs, aujourd'hui rattachée à Bjørnafjorden.

## Géographie
Rocheuse, elle s'étend sur environ 375 m de longueur pour une largeur approximative de 174 m. Reliée à Lepsøya par un pont, elle est viabilisée et compte de nombreuses habitations et trois routes.